# Pomán (departement)
Pomán is een departement in de Argentijnse provincie Catamarca. Het departement (Spaans:  departamento) heeft een oppervlakte van 4.859 km² en telt 9.543 inwoners.

## Plaatsen in departement Pomán
- Apoyaco
- Colpes
- El Pajonal
- Joyango
- Las Casitas
- Michango
- Mutquín
- Puestos del Campo
- Retiro de Colana
- Rincón
- Rosario de Colana
- San José
- San Miguel
- Saujil
- Siján
- Villa Pomán